# Neumanneum
Neumanneum je dům v Neumannově ulici č. 142 v Prachaticích. Původní měšťanský dům byl přeměněn na klášter Johanou Neumannovou, od roku 1860 v něm sídlilo i dívčí praktikum, sirotčinec. V současnosti (rok 2019) patří sestrám boromejkám a v jeho prostorách je umístěna Galerie sv. Jana Nepomuka Neumanna, Galerie matky Vojtěchy a Galerie smíření a hledání nových cest. Měšťanský dům čp. 142 je kulturní památkou podle § 2 a 42 zákona č. 20/1987 Sb. O státní památkové péči. Památková ochrana se vztahuje i na část areálu.

## Historie domu
Renesanční měšťanský dům č. 142 v Horní ulici přiléhal k středověkým městským hradbám. V 19. století patřil rodině Neumannových. Prošel významnými stavebními přestavbami v druhé polovině 19. století, kdy byl přeměněn na klášter, došlo k vybudování kaple v neogotickém stylu a kvůli rozšíření školy byly přikoupeny další dva domy, které byly propojeny do jednoho komplexu. Jedním z nich byl dům č. 144, který byl rovněž dvoupodlažní, a měl průčelí zdobená sgrafity. Novogotické průčelí bylo přebudováno v roce 1937. V roce 1945 v něm byli soustředěni obyvatelé německé národnosti před odsunem. Sestry boromejky vlastnily dům až do roku 1975, poté ho musely na nátlak totalitního komunistického režimu opustit. V objektu byl umístěn domov důchodců, v kapli byla vytvořena „Selská jizba“. K opětovnému slavnostnímu vysvěcení kaple a předání sestrám boromejkám došlo v roce 1992. Následně došlo k velké rekonstrukci objektu.

## Galerie

### Neumanneum v historii

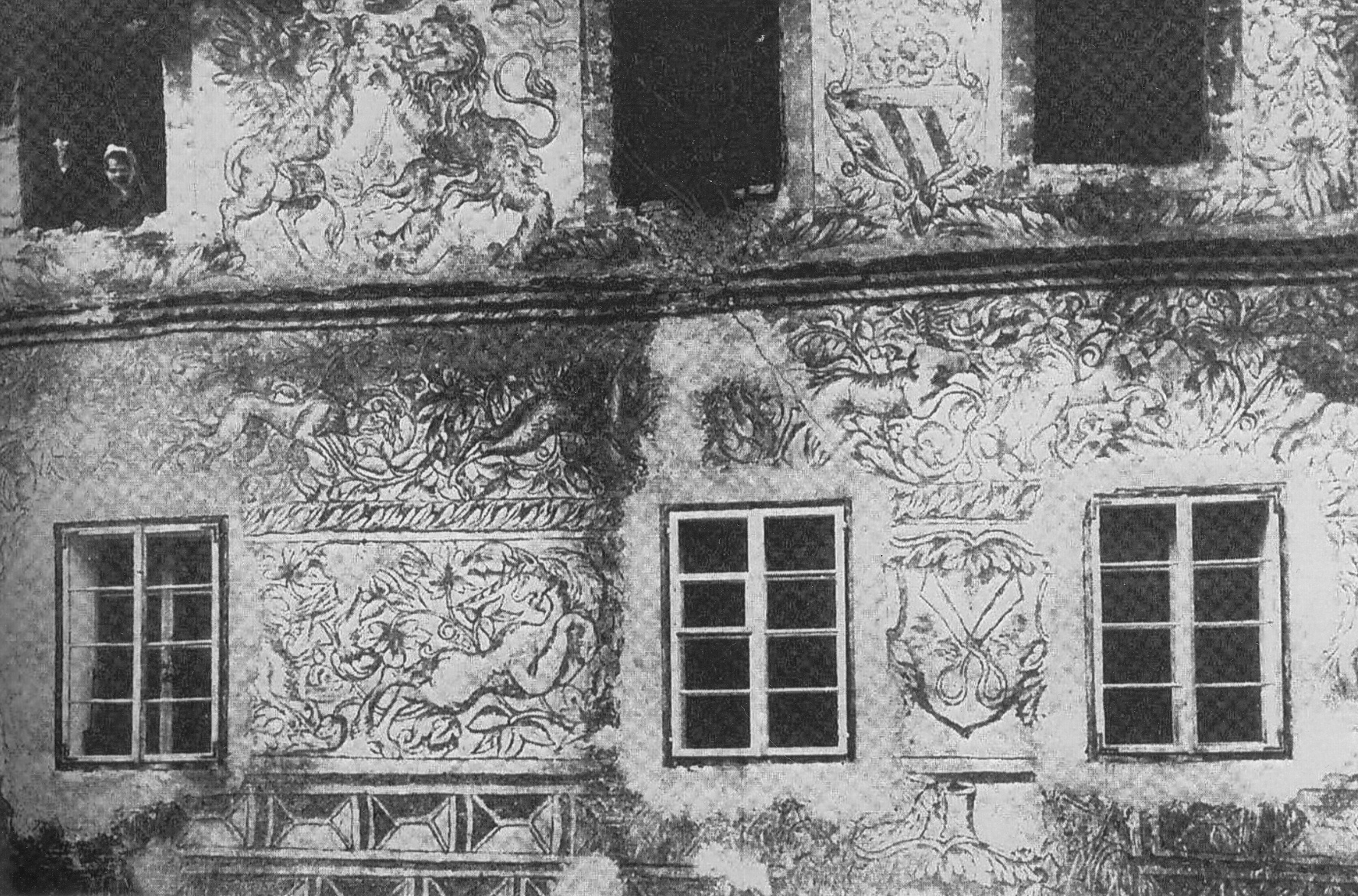
Dům rodiny Neumannovy po požáru v roce 1894.
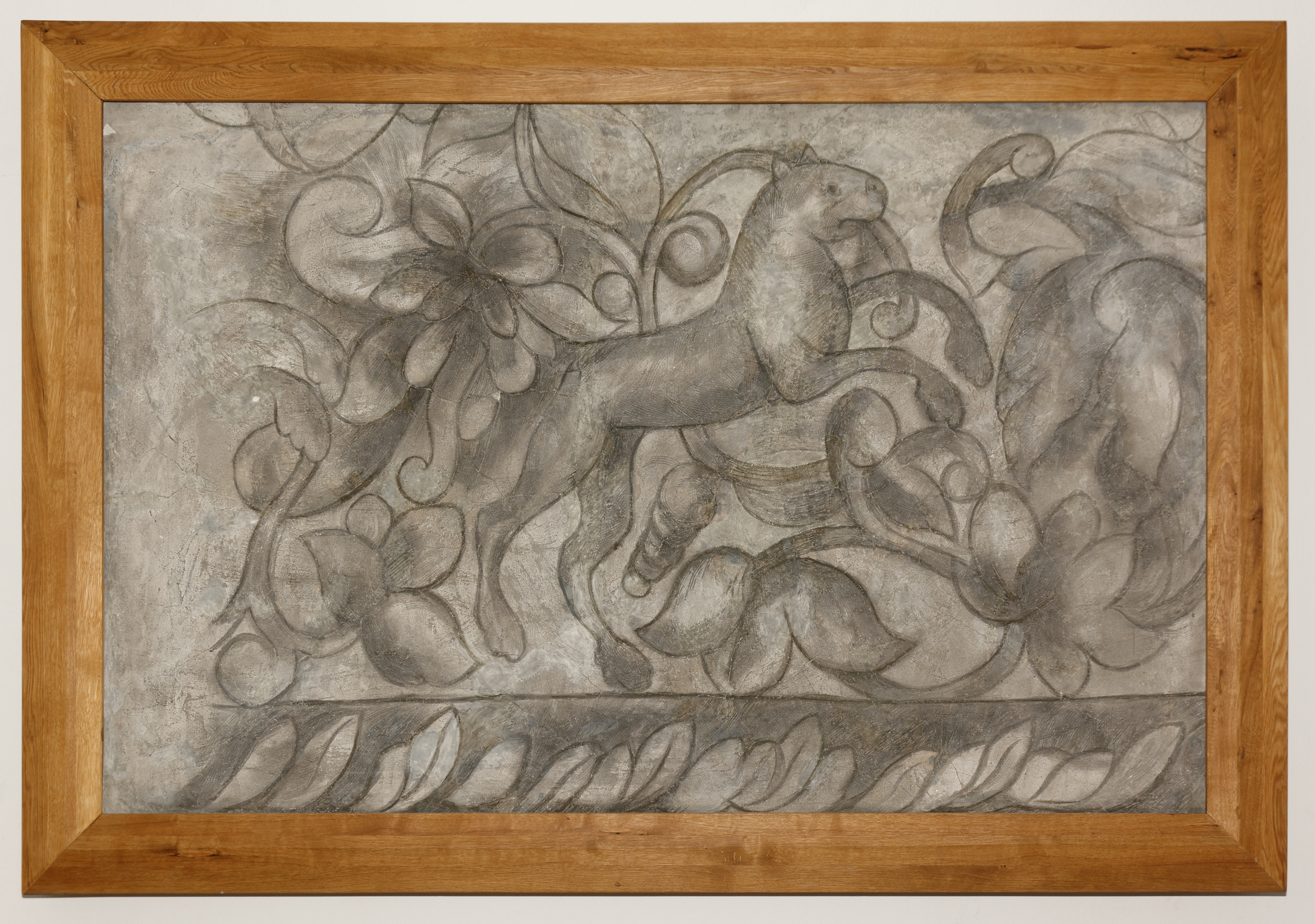
Část původní výzdoby průčelí domu, po požáru v roce 1894 sejmuto, dnes (2019) umístěno v prostorách Nové radnice města Prachatice.

### Kaple Jana Pavla II. v Neumanneu

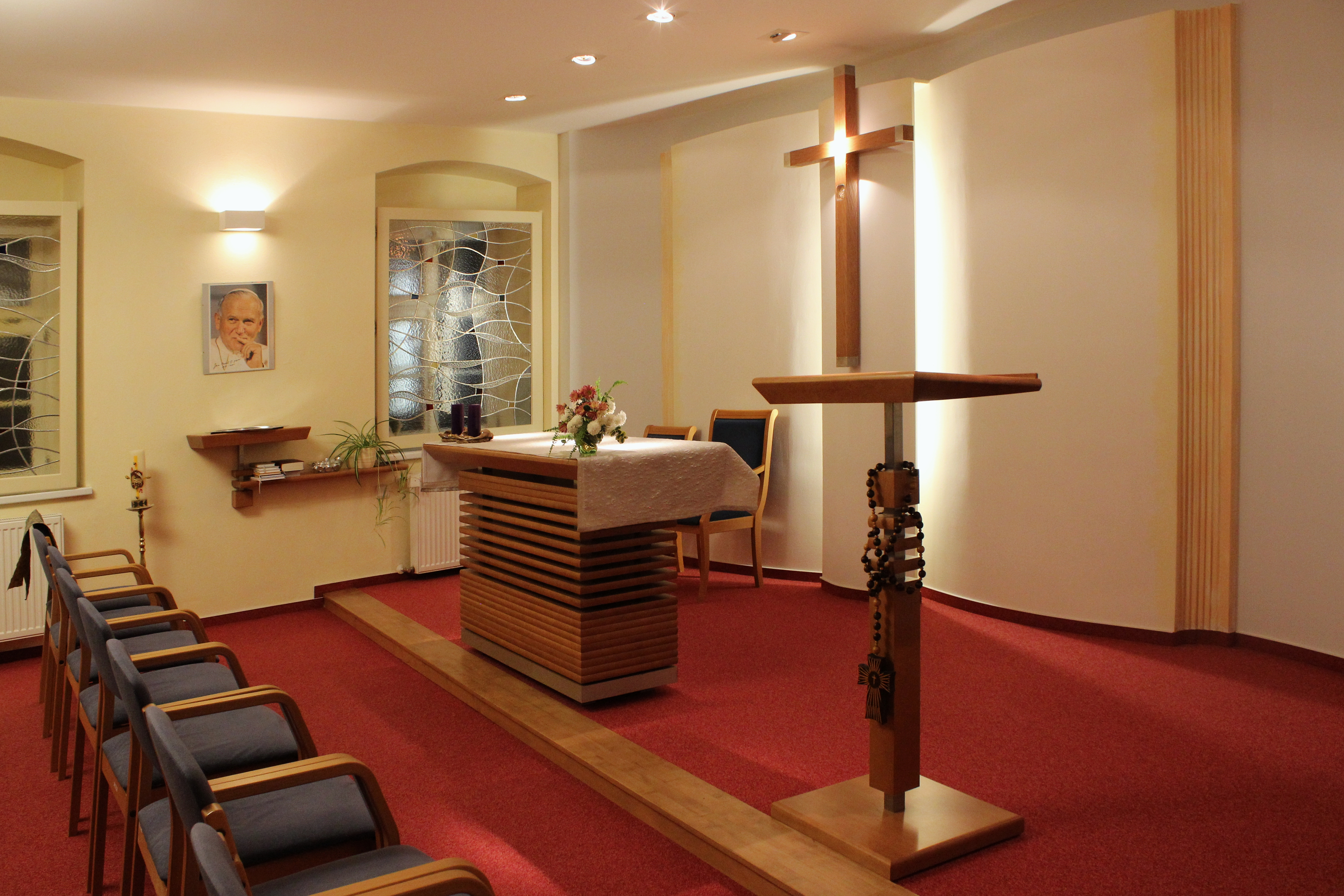
Prachatice, Neumanneum, kaple
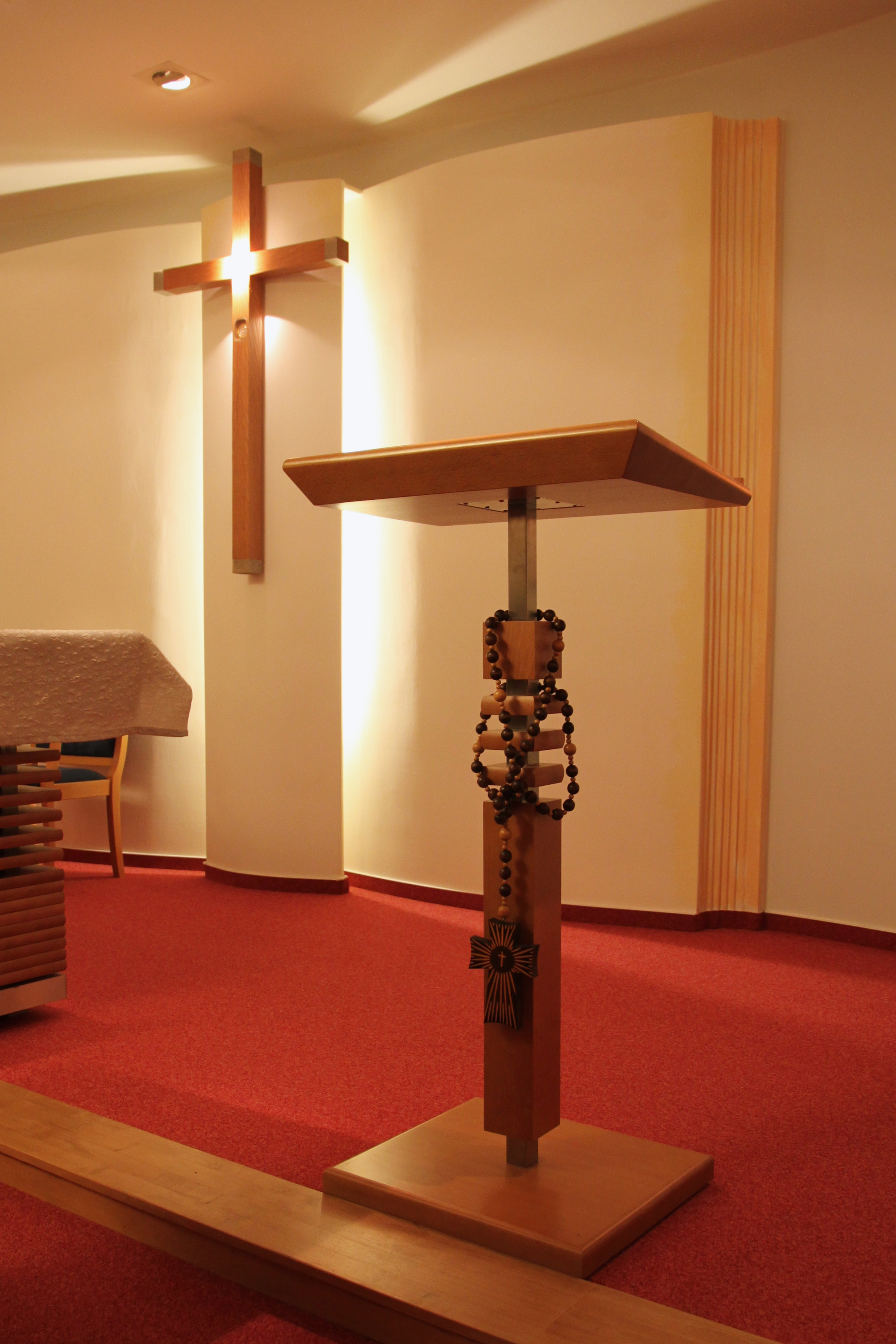
Chapel of Ioannes Paulus II in Prachatice (01)
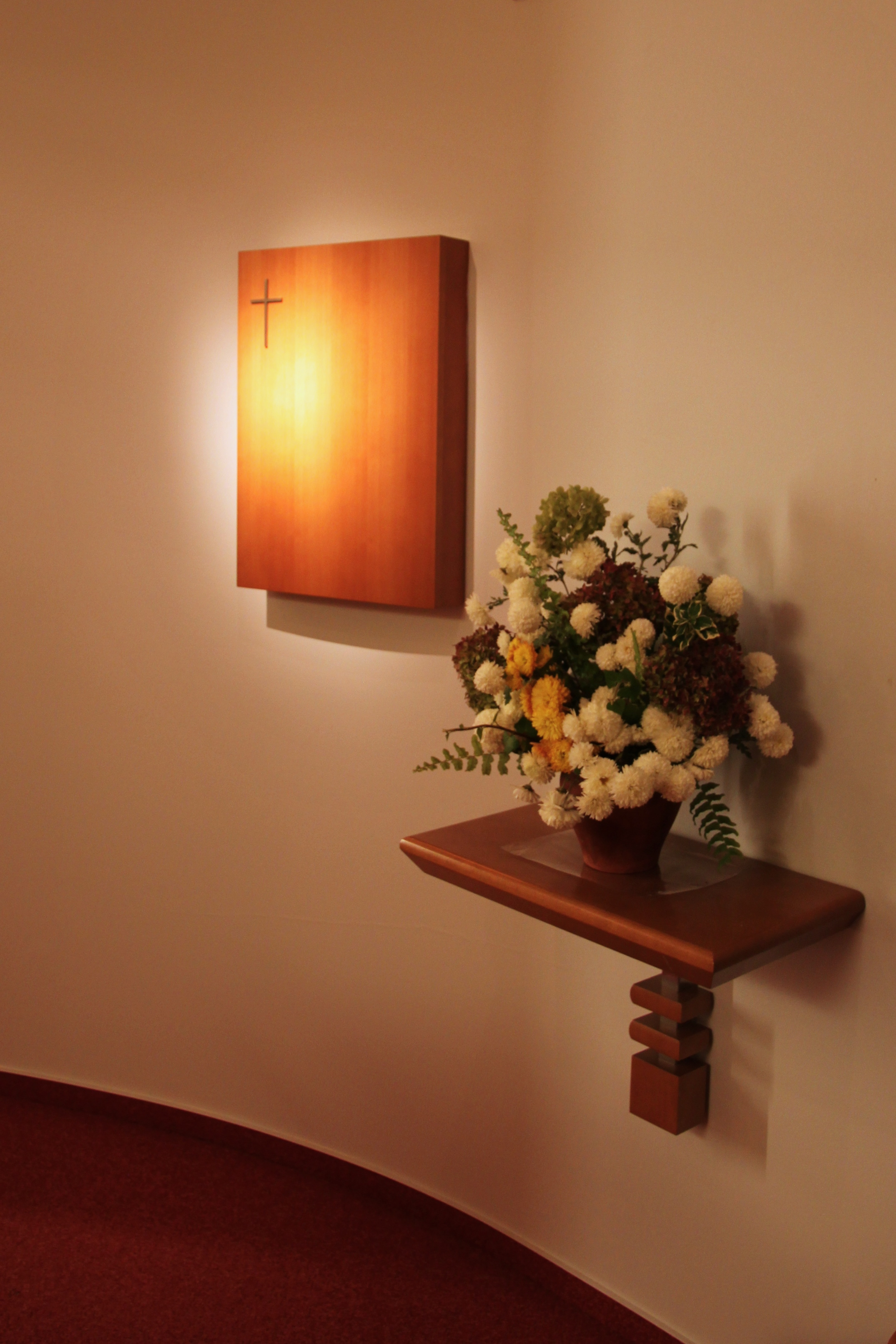
Chapel of Ioannes Paulus II in Prachatice (02)
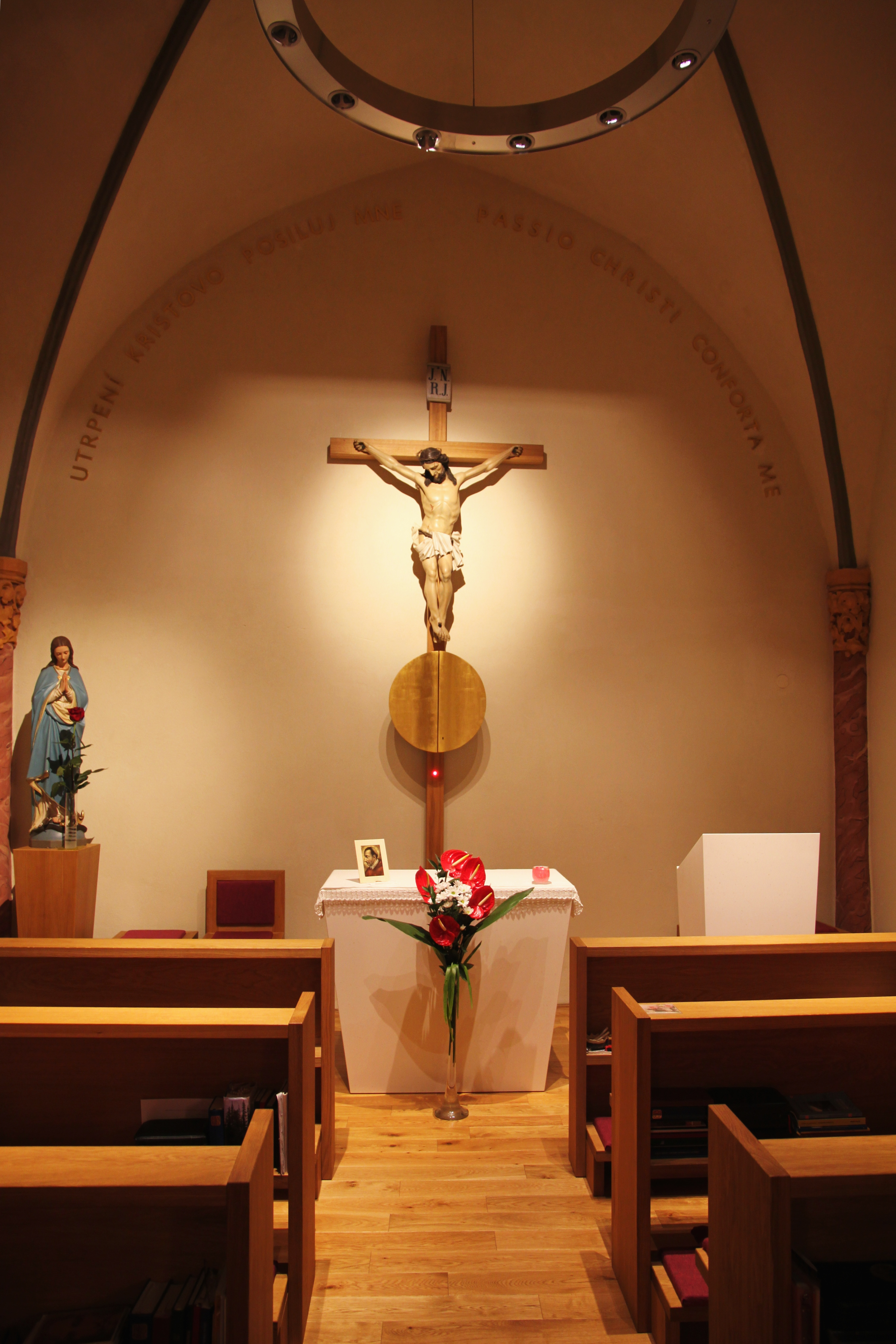
Chapel of Ioannes Paulus II in Prachatice (03)
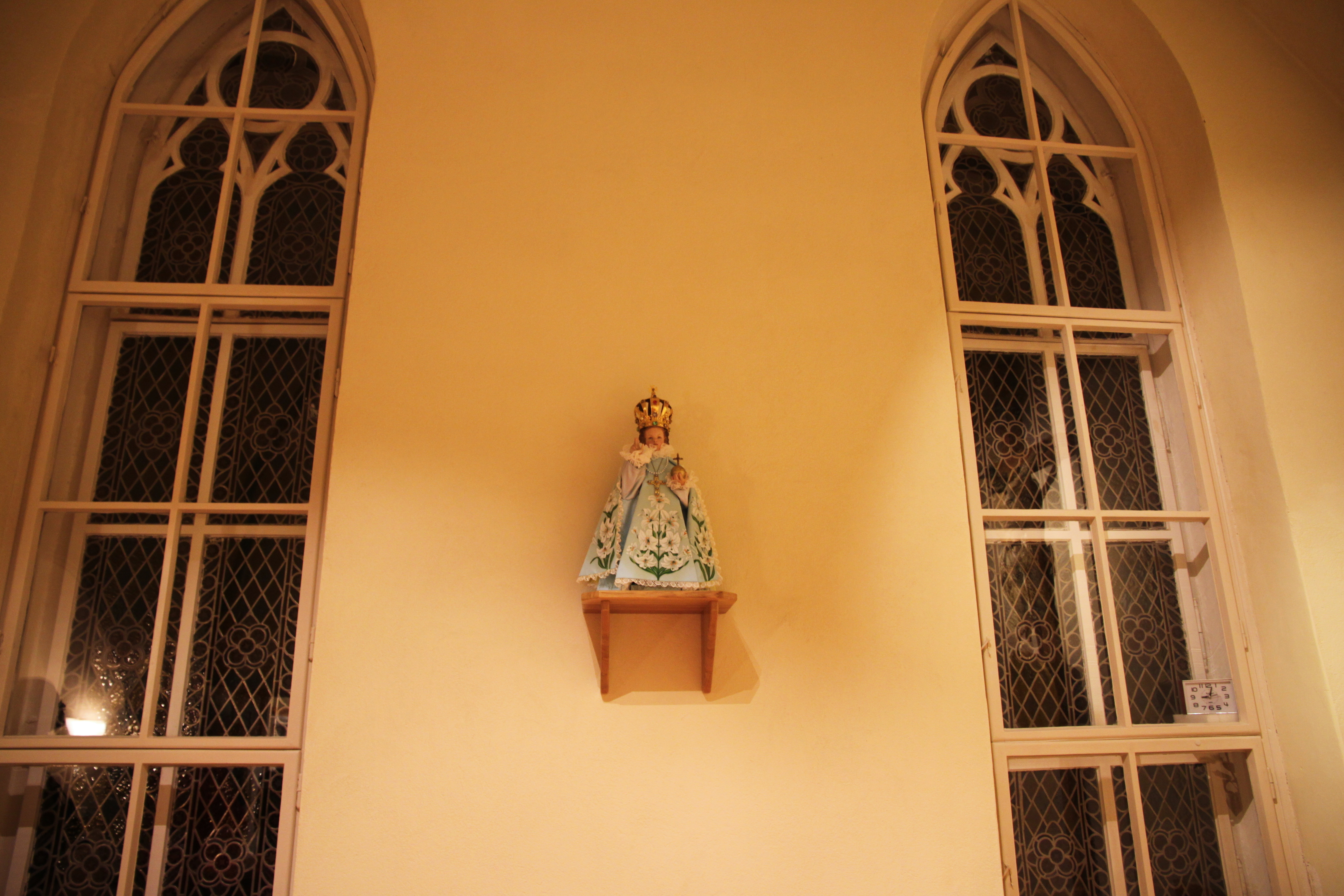
Chapel of Ioannes Paulus II in Prachatice (04)
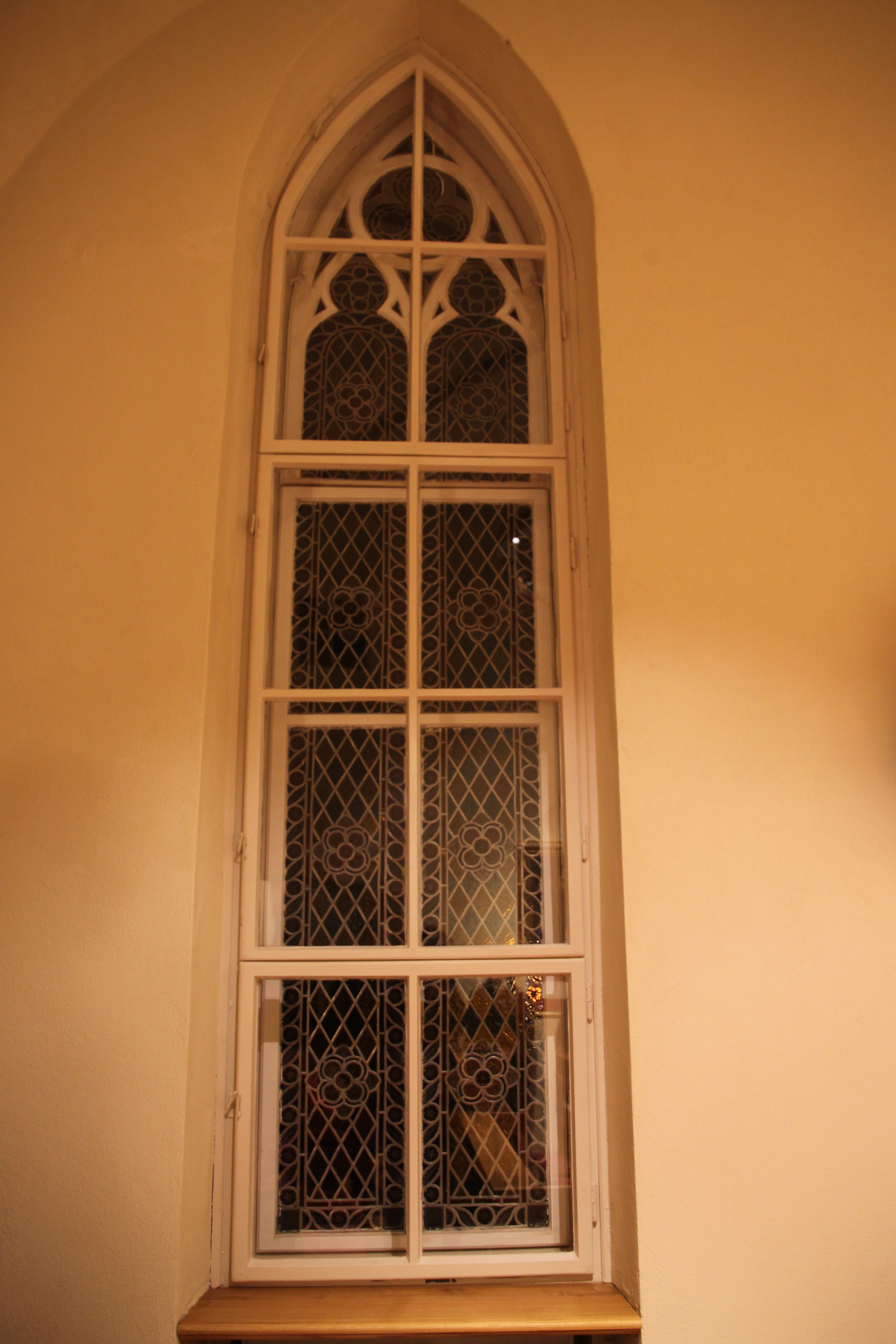
Chapel of Ioannes Paulus II in Prachatice (05)
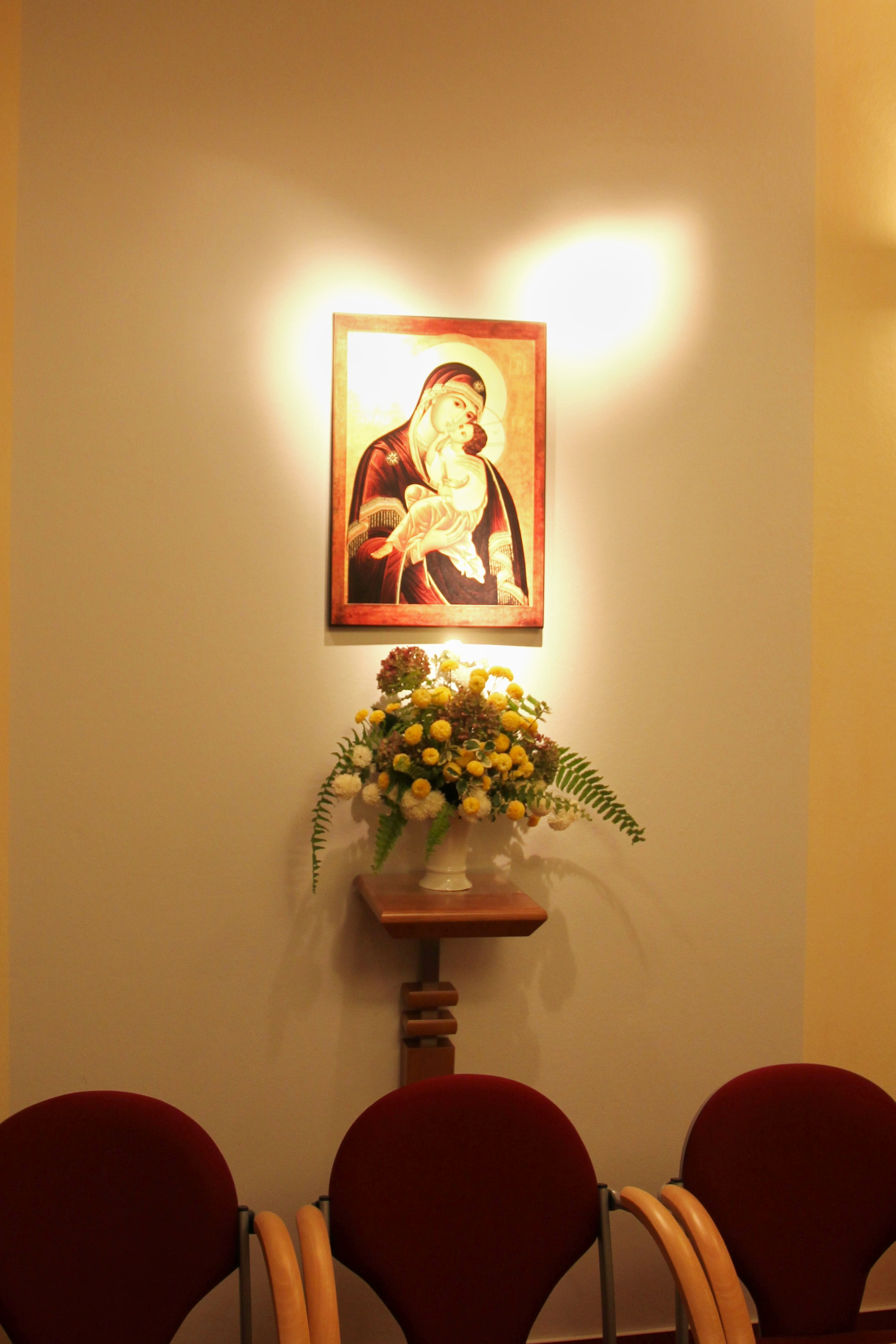
Chapel of Ioannes Paulus II in Prachatice (06)

## Stručný architektonický popis

### Exteriér
Dominantní částí průčelí komplexu je kaple. Její prostor je ve zdivu a průčelí komplexu domů ohraničen odstupňovanými opěrnými pilíři krytými stříškou. V spodní části mají pilíře charakter renesančních sloupků s krycími deskami. Původní rozložení dvoupodlažního domu je ponechanými římsami, jež oddělují jednotlivá patra. Přerušeny jsou v oblasti dvou výrazných novogotických oken, která zaujímají dvě patra.Každé z dvoudílných oken tvoří dvě jeptišky a trojlisté rozety. Nad okny je umístěna jednoduchá rozeta kruhového tvaru. Vstupní portál je jednoduchý, ukončený půlkulatým obloukem.

### Interiér
Z renesančního období se dochovaly dvoupodlažní sklepy a přízemí, které jsou částečně zaklenuty. Zadní trakt ve zdivu obsahuje hradbu. Kaple je zaklenuta jednoduchou křížovou klenbou, jež dosedá na válcové sloupky ukončené hlavicí s krycí deskou. Hlavice má výrazný vegetabilní dekor.

## Využití objektu
- Dívčí škola založená Johanou Neumannovovou - sestrou Karolínou
- Sirotčinec
- Zaopatřovací ústav pro věkem pokročilé

### Využití objektu po r. 1992
- Galerie sv. Jana Nepomuka Neumanna – výstava, která přibližuje život sv. Jana Nepomuka Neumanna se zaměřením na jeho rodinné kořeny je lokalizována v prvním patře objektu. Prostor galerie slouží i pro besedy, přednášky, diskuze, posezení a další kulturní využití.[3]
- Galerie smíření a hledání nových cest – je umístěna ve vstupní hale kláštera a zaměřuje se na popularizaci, debatu a smíření se s historickými událostmi po ukončení druhé světové války – na odsun německého obyvatelstva, které bylo umístěno právě tady.[4][5]
- Galerie matky Vojtěchy – v přízemí budovy kláštera se vytváří výstava zaměřena na život Matky Vojtěchy Hasmandové, která byla představenou v letech 1950 až 1952. Během vykonstruovaných procesů byla odsouzena k osmi letům vězení. Probíhá proces její beatifikace.[6][7]
- Kaple Jana Pavla II.